# Bilady, Bilady, Bilady
"Bilady, Bilady, Bilady" (Minha Pátria, Minha Pátria, Minha Pátria) é o hino nacional do Egito. Foi composto por Sayed Darwish, e foi adotado em 1979.